# Rhys Ruddock

a Compétitions nationales et continentales officielles uniquement.

b Matchs officiels uniquement.
Dernière mise à jour le 5 juillet 2023.
Rhys Ruddock est un joueur international irlandais de rugby à XV. Il évolue au poste de troisième ligne aile ou de numéro 8 et joue pour le Leinster en United Rugby Championship depuis 2009.

## Biographie
Né le 13 novembre 1990 à Dublin, Rhys Ruddock est le fils de l'ancien sélectionneur du pays de Galles et entraîneur du Leinster, Mike Ruddock, et d'une irlandaise, Bernadette Mary Ruddock. Il grandit au pays de Galles et y commence la pratique du rugby notamment au sein des équipes de jeunes des Ospreys. Il rejoint néanmoins le centre de formation du Leinster à la fin des années 2000 où il retrouve son frère, Ciaran. 
Le 6 décembre 2009, il dispute son premier match de Pro12 face aux Newport Gwent Dragons, l'ancien club de son père. L'été suivant, il est appelé pour rejoindre l'équipe d'Irlande senior, alors en tournée dans l'hémisphère Sud et handicapée par les blessures de ses troisièmes lignes. Il dispute un premier match contre les Maoris de Nouvelle-Zélande avant de connaitre sa première cape internationale le 26 juin 2010 contre l'Australie.

## Statistiques
Au 5 juillet 2023, Rhys Ruddock compte un total de 27 rencontres disputées sous le maillot irlandais, dont treize en tant que titulaire. Il inscrit vingt points, quatre essais. Il obtient sa première sélection le 26 juin 2010 contre l'Australie.
Il participe à trois éditions du Tournoi des Six Nations en  2014, 2016 et 2021.
Il participe à deux éditions de la Coupe du monde, en 2015 où il joue une rencontre, face à l'Argentine et en 2019 où il affronte le Japon, la Russie et la Nouvelle-Zélande.

## Palmarès

### En province
- Vainqueur du Pro12/14 en 2013, 2014, 2018, 2019, 2020 et 2021 avec le Leinster.
- Finaliste de la/du Celtic League/Pro12/14 en 2010, 2011, 2012 et 2018 avec le Leinster.
- Vainqueur du Challenge européen en 2013 avec le Leinster.
- Vainqueur de la Coupe d'Europe en 2018 avec le Leinster.
- Finaliste de la Coupe d'Europe en 2019 et 2022 avec le Leinster.

### En sélection nationale
- Vainqueur du Tournoi des Six Nations des moins de 20 ans en 2010 avec l'équipe d'Irlande des moins de 20 ans.
- Vainqueur du Tournoi des Six Nations en 2014 avec l'équipe d'Irlande.